# Krookkarta
Krookkarta är en ö i Finland. Den ligger i Bottenhavet och i kommunen Nystad i den ekonomiska regionen  Nystadsregionen i landskapet Egentliga Finland, i den sydvästra delen av landet. Ön ligger omkring 220 kilometer väster om Helsingfors.
Öns area är 1,8 hektar och dess största längd är 250 meter i öst-västlig riktning. Närmaste större samhälle är Raumo, 17,8 km nordost om Krookkarta.

## Klimat
Inlandsklimat råder i trakten. Årsmedeltemperaturen i trakten är 5 °C. Den varmaste månaden är augusti, då medeltemperaturen är 16 °C, och den kallaste är januari, med −5 °C.